# Formosa Ha Tinh Steel

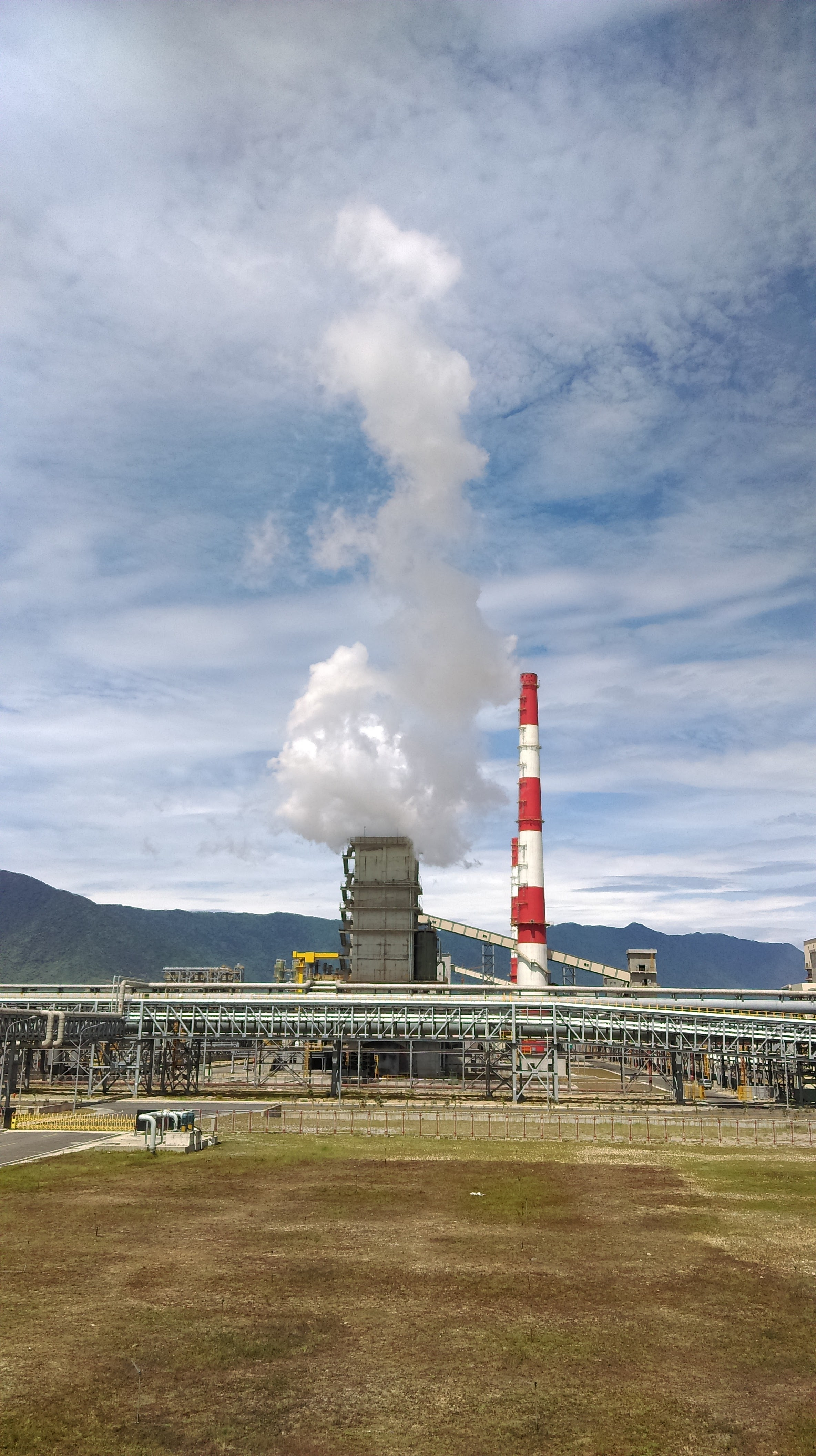
2016

Formosa Hà Tĩnh Steel ist ein Stahlwerk nördlich von Đồng Hới in Vietnam. Es gehört der Formosa Ha Tinh Steel Corporation, die zur Formosa Plastics Group zählt. Der Aufbau der Firma begann 2008, für den Bau des Stahlwerks wurden 2010 33 km² Land erworben. 2017 wurde das Werk in Betrieb genommen. 
Bei einem Testbetrieb im April 2016 wurden über die Abwässer unter anderem Phenol und Zyanid in das Südchinesische Meer eingeleitet, was zu einem massenhaften Fischsterben führte. Die Firma wurde in einer Stellungnahme der vietnamesischen Regierung als verantwortlich für die Umweltkatastrophe bezeichnet und erklärte sich bereit, für die Abfallentsorgung 500 Millionen $ zu zahlen. Nach Berichten von Experten, die Vorgänge im Zusammenhang mit Menschenhandel überwachen, führte die Umweltkatastrophe in Ha Tinh zu vermehrtem Handel mit jungen Vietnamesinnen und Vietnamesen, die nach Europa reisten, um die finanzielle Situation ihrer Familien zu verbessern. Unter den 39 Opfern aus Vietnam, deren Leichen im Oktober 2019 in einem Kühllastwagen im englischen Grays gefunden wurden, waren auch Menschen aus der Provinz Hà Tĩnh.